# آندریا میلیورینی
آندریا میلیورینی (انگلیسی: Andrea Migliorini؛ زادهٔ ۲۲ مارس ۱۹۸۸) بازیکن فوتبال اهل ایتالیا است.
از باشگاه‌هایی که در آن بازی کرده‌است می‌توان به باشگاه فوتبال ارورا پرو پاتریا ۱۹۱۹، باشگاه فوتبال ونتزیا، باشگاه فوتبال ملبورن سیتی، باشگاه فوتبال کوپر، باشگاه فوتبال لیورنو، و باشگاه فوتبال اسپال اشاره کرد.